# Kostel svatého Pankráce (Jítrava)
Kostel svatého Pankráce v Jítravě je barokní římskokatolický farní kostel v místní části obce Rynoltice stojící uprostřed osady Jítrava na jejím hřbitově.

## Historie

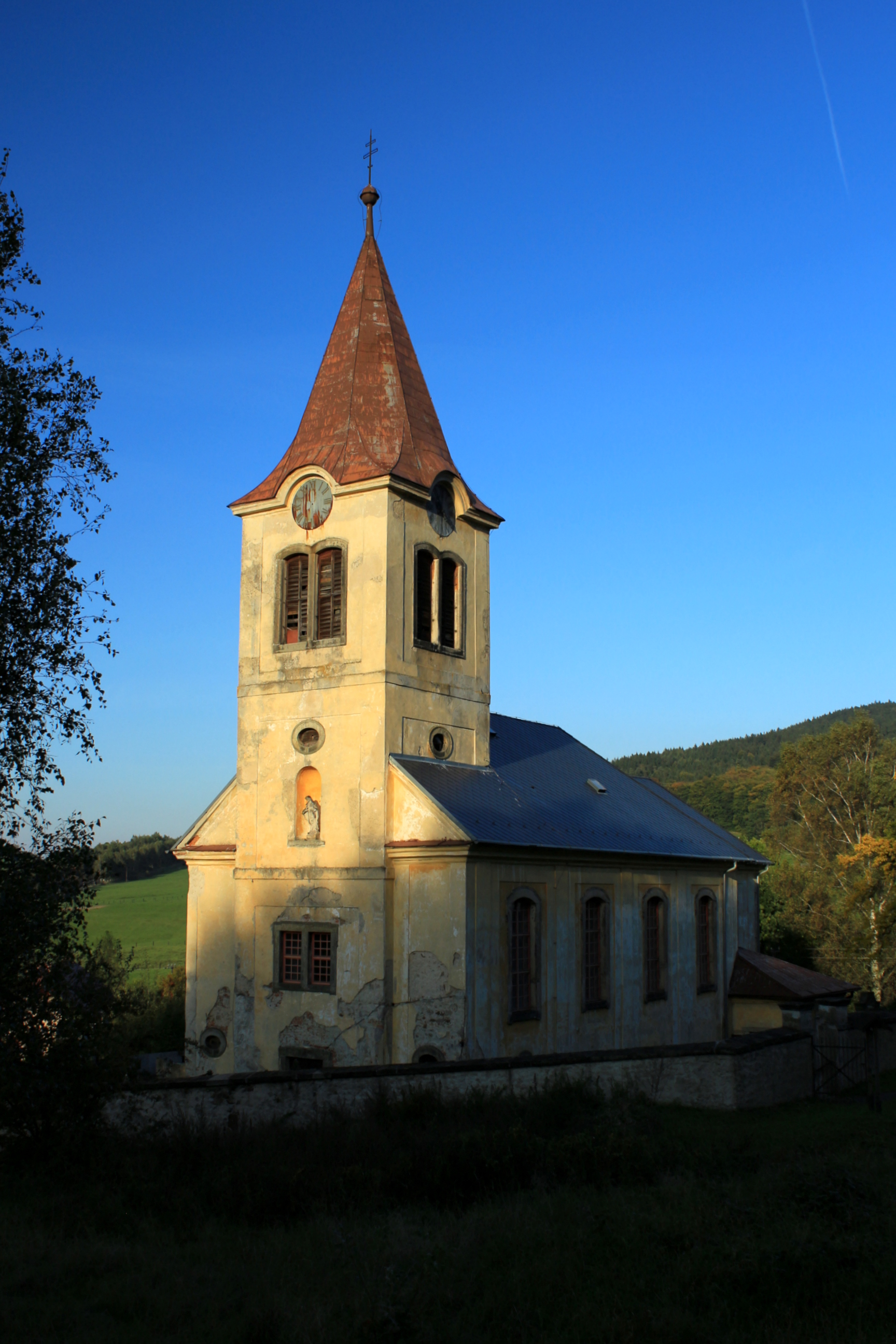
Jítravský kostel

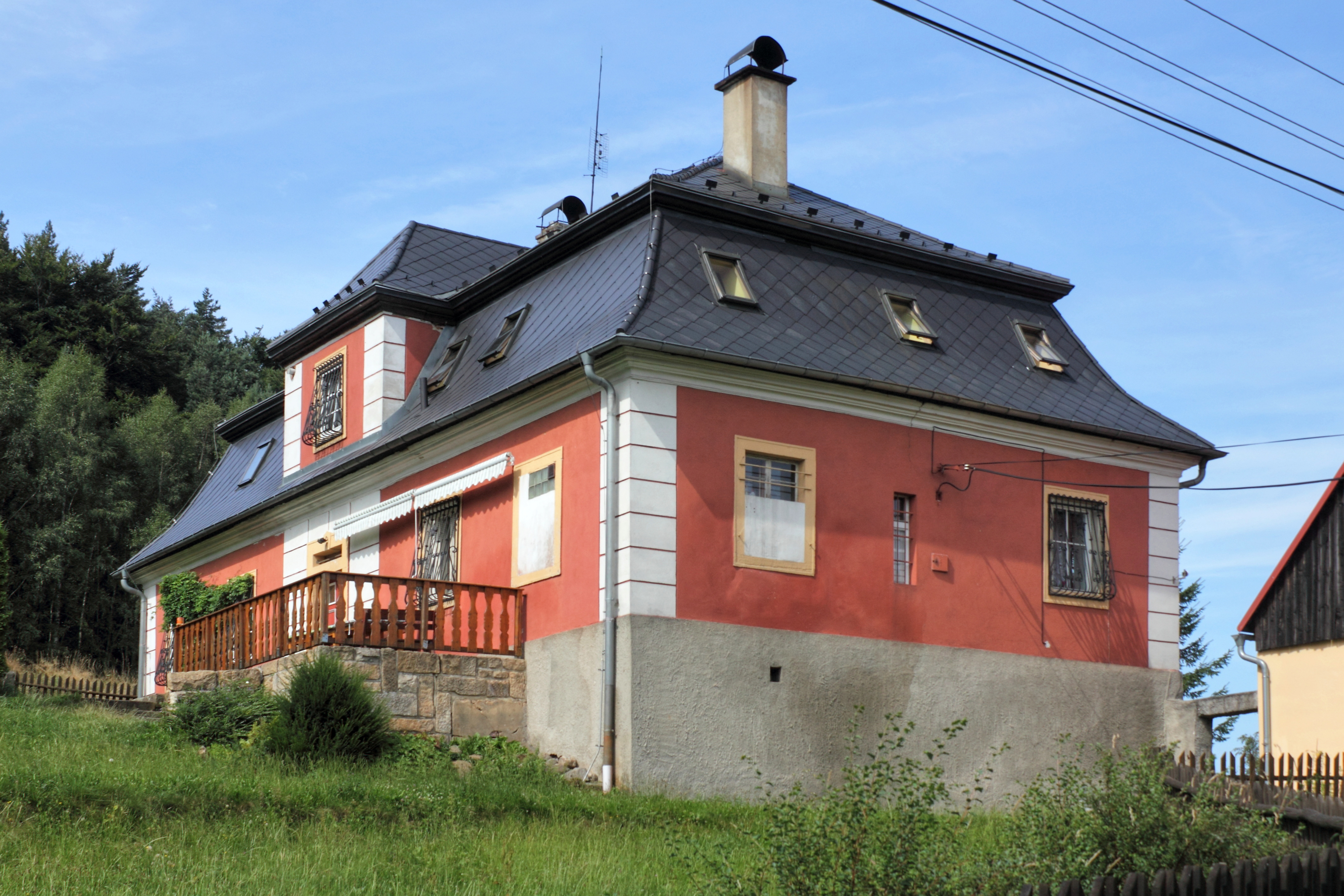
Budova fary v Jítravě

První zmínky o kostele pocházejí ze 14. století. Kolem roku 1710 byl zbudován kostel kamenný a severní polygonální kaple z roku 1737. Kostel vyhořel po zásahu bleskem 8. dubna 1868. Jen o rok a půl později byl postaven kostel stávající.

## Architektura
Kostel je obdélný o čtyřech osách. Členěný je pilastry. Má západní hranolovou věž a čtvercový presbytář. Loď je sklenuta plackou, presbytář má křížovou klenbu. Zařízení kostela je pseudobarokové pocházející z období po roce 1868.